# Картуш (фильм)
«Картуш» — франко-итальянский приключенческий художественный фильм 1962 года, поставленный режиссёром Филиппом де Брока.

## Сюжет
Романтизированная версия похождений известного в начале XVIII века разбойника и грабителя Луи Доминика Бургиньона по прозвищу Картуш.

## Съёмочная группа
В советском прокате фильм прошёл в 1977 году. Фильм дублирован на киностудии «Союзмультфильм».
- Режиссёр дубляжа: М. Мирошкина
- Звукооператор: Б. Фильчиков
- Русский текст: В. Целиковской
- Редактор: Т. Папорова

## Роли исполняют и дублируют
- Картуш — Жан Поль Бельмондо (Николай Александрович)
- Венера — Клаудия Кардинале (Ольга Григорьева)
- Сироп — Жан Рошфор (Артём Карапетян)
- Саквояж — Джесс Хан (Степан Бубнов)
- Изабелла — Одиль Версуа (Антонина Кончакова)
- Феррюсак — Филипп Лемер (Всеволод Ларионов)
- Малишо — Марсель Далио (Владимир Кенигсон).
- жандарм — Поль Пребуа